# Нокуэ, Брайан
Брайа́н Джиль Ноку́ (фр. Bryan Djile Nokoue; род. 23 мая 2002, Яунде) — камерунский футболист, защитник клуба «Сент-Этьен».

## Клубная карьера
Ноку — воспитанник французского клуба «Сент-Этьен». В 2018 году Брайан начал выступать за дублирующий состав, для получения игровой практики. 15 августа 2021 года в матче против «Ланса» он дебютировал в Лиге 1.

## Международная карьера
В 2021 году в составе молодёжной сборной Камеруна Ноку принял участие в молодёжном Кубке Африки в Мавритании. На турнире он сыграл в матчах против команд Мавритании и Уганды.